# Élections municipales de 2026 à Angers
Pour des articles plus généraux, voir Élections municipales françaises de 2026 et Élections municipales de 2026 en Maine-et-Loire.
Les élections municipales de 2026 à Angers auront lieu en mars 2026. Elles visent au renouvellement du conseil municipal et du conseil communautaire de la communauté urbaine d'Angers Loire Métropole.

## Modalités du scrutin

### Dates
Ces élections se tiendront en mars 2026, les dates précises seront annoncées par décret au moins 3 mois avant le scrutin.

### Mode de scrutin
L'élection des conseillers municipaux et communautaires se déroule selon un scrutin de liste à deux tours avec prime majoritaire : les candidats se présentent en listes complètes avec la possibilité de deux candidats supplémentaires. Lors du vote, on ne peut faire ni adjonction, ni suppression, ni modification de l'ordre de présentation des listes. Chaque bulletin de vote comporte deux listes : une liste de candidats aux seules élections municipales et une liste de ceux également candidats au conseil communautaire.
Le nombre de sièges à pourvoir au conseil municipal d'Angers correspond à celui des communes dont la population est comprise entre 150 000 et 200 000 habitants, soit 59 sièges. Les conseillers municipaux sont élus au suffrage universel direct pour une durée de mandat de six ans. L'élection se termine au premier tour en cas de majorité absolue. Le cas échéant, un second tour a lieu. Les listes qui ont obtenu au moins 10 % des suffrages exprimés au premier tour peuvent se présenter au second. Les candidats des listes qui ont obtenu plus de 5 % des suffrages exprimés au premier tour peuvent rejoindre une autre liste.
La liste ayant obtenu le plus de voix se voit attribuer la moitié des sièges, arrondie à l'entier supérieur si nécessaire. Ainsi, la liste majoritaire obtiens automatiquement 30 sièges. Les 29 sièges restants sont attribués à la représentation proportionnelle à la plus forte moyenne aux listes ayant obtenu au moins 5 % des suffrages exprimés au second tour (ou au premier tour en cas de tour unique).

## Contexte

### Scrutin précédent
Les élections municipales de 2020 ont été marquées par une abstention massive en raison de la pandémie de Covid-19, la participation s'étant effondrée de 59 % lors du 1er tour en 2014 à 34 % en 2020.
Sur le plan local, la liste d'union de la droite et du centre conduite par Christophe Béchu, candidat à sa propre succession, renforce sa position en obtenant la majorité absolue des voix dès le 1er tour et 9 sièges supplémentaires.
La gauche, unie lors du précédent scrutin, part divisée dans cette élection, ainsi la liste Parti socialiste - Place Publique - Parti radical de gauche obtient 5 sièges et la liste Europe Écologie - Les Verts - Génération.s - Parti communiste en obtient 4, ce qui fait un total de 9 sièges, soit 3 de moins que durant le scrutin précédent.
Le dernier siège revient à Claire Schweitzer, à la tête de la liste de la France insoumise.
Le Rassemblement national ne parvient pas à entrer au conseil municipal, échouant de peu à obtenir 5 % des voix.

### Contexte politique local

#### Primaire de la gauche et des écologistes
En février 2025, plusieurs partis de gauche décident de s'unir en vue d'une candidature unique au premier tour du scrutin. Ils forment la coalition Demain Angers.
Le groupe organise une primaire de la gauche et des écologistes, prévue le 28 juin 2025. Plusieurs candidats à cette primaire sont déclarés : Noam Leandri (Angers coopérative), Romain Laveau (Les Écologistes), Silvia Camara-Tombini (Aimer Angers et Parti socialiste), Céline Véron (Place publique) et Étienne Mater (Angers en commun).

Seuls les adhérents à la coalition Demain Angers peuvent voter, au prix d'un euro. Le 14 juin 2025, les adhérents du Parti communiste votent pour rejoindre la coalition.

## Sondages
Tout sondage d'opinion est affecté par une marge d'erreur.
Une couleur arbitraire est associée à chaque institut de sondage ; ces couleurs sont une aide visuelle et ne correspondent pas à une tendance politique.

## Résultats
|                          |               |       |              |              |             |             |        |        |  |
| Tête de liste            | Tête de liste | Liste | Premier tour | Premier tour | Second tour | Second tour | Sièges | Sièges |  |
| Tête de liste            | Tête de liste | Liste | Voix         | %            | Voix        | %           | CM     | CC     |  |
|                          |               |       |              |              |             |             |        |        |  |
|                          |               |       |              |              |             |             |        |        |  |
|                          |               |       |              |              |             |             |        |        |  |
|                          |               |       |              |              |             |             |        |        |  |
|                          |               |       |              |              |             |             |        |        |  |
| Votes valides            |               |       |              |              |             |             |        |        |  |
| Votes blancs             |               |       |              |              |             |             |        |        |  |
| Votes nuls               |               |       |              |              |             |             |        |        |  |
| Total                    | Total         | Total |              | 100          |             | 100         | 59     | 43     |  |
| Abstention               |               |       |              |              |             |             |        |        |  |
| Inscrits / participation |               |       |              |              |             |             |        |        |  |